# Mercedes-Benz M133
Mercedes-Benz M133 — рядный четырёхцилиндровый бензиновый двигатель внутреннего сгорания с турбонаддувом производства немецкой компании Mercedes-Benz. С момента своего дебюта в 2013 году он трижды становился международным двигателем года в категориях «Лучший новый двигатель» и «От 1,8 до 2 литров».

## Дизайн
M133 основан на двигателе M270, но был значительно переработан подразделением AMG. Он оснащён турбонаддувом с двойной спиралью, непосредственным впрыском BlueDIRECT, железоуглеродистым сплавом на стенках цилиндров для уменьшения трения и цирконием в головках блока цилиндров для повышения теплопроводности. Система охлаждения также основана на той, что установлена в Mercedes-Benz SLS AMG. В 2015 году мощность была увеличена на 15 кВт (20 л. с.), а крутящий момент — на 25 Н⋅м.

## Модельный ряд
| Двигатель    | Мощность                             | Крутящий момент                | Годы производства |
| ------------ | ------------------------------------ | ------------------------------ | ----------------- |
| M133 DE20 LA | 265 кВт (355 л. с.) при 6,000 об/мин | 450 Н·м при 2,250–5,000 об/мин | 2013—2015         |
| M133 DE20 LA | 280 кВт (375 л. с.) при 6,000 об/мин | 475 Н·м при 2,250–5,000 об/мин | 2015—2018         |

### M133 DE20 LA (мощность 265 кВт)
- 2013—2015 C117 CLA45 AMG[5]
- 2013—2015 W176 A45 AMG
- 2014—2015 X156 GLA45 AMG[6]

### M133 DE20 LA (мощность 280 кВт)
- 2015—2018 C117 CLA45 AMG[7]
- 2015—2018 W176 A45 AMG[8]
- 2015—2019 X156 GLA45 AMG